# TFMPP

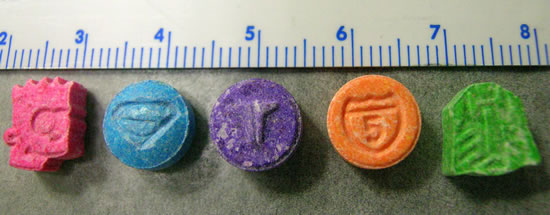
Таблетки, продаваемые как «Экстази», на самом деле содержащие BZP и TFMPP

TFMPP (3-трифторметилфенилпиперазин, мета-трифторметилфенилпиперазин) — химическое соединение, обладающее психоактивными свойствами. Нередко является компонентом таблеток, продающихся под видом «Экстази», в виде смеси с бензилпиперазином.

## Механизм действия
Аналогично MDMA, TFMPP взаимодействует с серотониновыми транспортерами (SERT), вызывая выброс серотонина из цитоплазмы в синаптическую щель. При этом в случае TFMPP этот эффект выражен слабее, чем в случае MDMA. В отличие от MDMA, TFMPP не влияет на концентрацию дофамина.
Кроме того, TFMPP является неселективным агонистом 5-HT-рецепторов.

## Правовой статус
В России TFMPP входит в Список I перечня наркотических средств, психотропных веществ и их прекурсоров, подлежащих контролю, что означает запрет на его оборот.